# Franz Xaver Kroetz
Franz Xaver Kroetz (* 25. Februar 1946 in München) ist ein deutscher Regisseur, Schriftsteller, Theaterautor und Schauspieler.

## Leben
Der Sohn eines Steueramtmanns brach nach dem Tod des Vaters im Alter von 15 Jahren die Wirtschaftsoberschule ab. Er besuchte 1961 bis 1963 die Neue Münchner Schauspielschule und ab 1962 das Max-Reinhardt-Seminar in Wien. Er durfte dort zwei Semester überspringen, wurde jedoch nach weiteren zwei Semestern 1964 vorzeitig entlassen.
Kroetz arbeitete dann als Kraftfahrer, als Gelegenheitsarbeiter in der Münchner Großmarkthalle und über zwei Wochen als Pfleger in einer Nervenheilanstalt. Seine Theaterlaufbahn begann er 1967 an kleineren Bühnen wie dem Münchner Büchner-Theater, Rainer Werner Fassbinders Antiteater und den Westfälischen Kammerspielen in Paderborn. 1969 kam er als Schauspieler an die Tegernseer Ludwig-Thoma-Bühne Rottach-Egern. Hier wurde noch im gleichen Jahr sein erstes Stück Hilfe, ich werde geheiratet uraufgeführt. An diesem Theater sammelte er auch seine ersten Erfahrungen als Regisseur.
Angeregt von den Werken von Marieluise Fleißer und Ödön von Horváth schrieb er Dialektstücke über sozial Unterprivilegierte, um Verständnis für die Opfer der kapitalistischen Gesellschaftsordnung zu wecken. Er war von 1972 bis 1980 in der DKP aktiv, für die er bei den Bundestagswahlen 1972 und 1976 auf der Landesliste Bayern kandidierte.
In die Schlagzeilen kam Kroetz, als 1971 die Uraufführung seiner Stücke Heimarbeit und Hartnäckig in München von Neonazis gestört wurde. Seine Dramen der 1970er Jahre porträtieren Menschen, die durch ihr soziales Elend sprachlos werden und scheitern. Im Stück Das Nest lässt er den Protagonisten, einen Lkw-Fahrer, aktiv werden: Er zeigt sich selbst und seinen Chef an, weil er auf dessen Geheiß Giftmüll in einen See gekippt hat – er „beschmutzt“ also sein „Nest“ (die Firma), weil diese sein eigentliches „Nest“ (die Umwelt) beschmutzt hat.
Kroetz avancierte bereits in den frühen 1970er Jahren zu einem der meistgespielten Autoren im deutschsprachigen Raum. Zahlreiche seiner Bühnenstücke wurden für das Fernsehen und den Hörfunk bearbeitet. Ab 1978 wirkte er als Schauspieler in Film- und Fernsehproduktionen mit. In seiner Rolle als Klatschreporter Baby Schimmerlos in der Fernsehserie Kir Royal wurde Kroetz seit 1986 einem größeren Publikum bekannt. Er arbeitet auch als Korrespondent der Bild-Zeitung. Kroetz ist Mitglied im PEN-Zentrum Deutschland.
Aus der Beziehung zu Uta Emmer wurde Kroetz 1975 ein Sohn geboren. Von 1992 bis 2006 war er mit der Schauspielerin Marie Theres Kroetz-Relin verheiratet, mit der er drei Kinder hat, darunter die Schauspielerin Josephine Kroetz (* 1988). Kroetz lebt in München-Obermenzing und auf Teneriffa.

## Ehrungen
- 1971: Ludwig-Thoma-Medaille der Stadt München
- 1972: Deutscher Kritikerpreis
- 1974: Hannoverscher Dramatikerpreis
- 1976: Mülheimer Dramatikerpreis für Das Nest
- 1985: Ernst-Hoferichter-Preis
- 1995: Bertolt-Brecht-Literaturpreis
- 1996: Oberbayerischer Kulturpreis
- 1999: Pfeifenraucher des Jahres
- 2005: Bundesverdienstkreuz am Bande (4. Oktober 2005)[3]
- 2007: Marieluise-Fleißer-Preis
- 2008: Bayerischer Filmpreis für Die Geschichte vom Brandner Kaspar

## Werke

### Theaterstücke
- Romeo und Julia 1966 (weder aufgeführt noch gedruckt)
- Opus Eins für Schreibmaschine Theater Natur und einen Maserati (aus Tiroler Elegien, Roman) (nicht aufgeführt)
- Als Zeus zum letzten Mal kam oder die Nacht der Weissen Engel (nicht aufgeführt)
- Oblomow (Bearbeitung des Romans Oblomow von Iwan A. Gontscharow) – UA 1968 Büchnertheater München
- Julius Cäsar – Bearbeitung nach Shakespeare – UA 1968 Büchnertheater München
- Hilfe ich werde geheiratet Bauernschwank – UA Ludwig Thoma Bühne Rottach-Egern 1969
- In Memoriam Günter Oppermann Fragment (nicht aufgeführt)
- Wildwechsel Ein Stück – UA Städt. Bühnen Dortmund 1971
- Heimarbeit Stück in 20 Bildern – UA Münchner Kammerspiele 1971
- Michis Blut Ein Requiem auf bairisch – UA pro T München 1971
- Kapellenspiel von der heiligen Jungfrau Ein Stück (nicht aufgeführt)
- Hartnäckig 20 dramatische Szenen – UA Münchner Kammerspiele 1971
- Dolomitenstadt Lienz Posse mit Gesang (Musik: Peter Zwetkoff) – UA Schauspielhaus Bochum 1972
- Männersache Stück in 8 Bildern – UA Landestheater Darmstadt 1972
- Stallerhof Ein Stück in 3 Akten – UA Deutsches Schauspielhaus Hamburg 1972
  - Opernfassung. Libretto: Franz Xaver Kroetz. Musik (1986/87): Gerd Kühr. UA 1988 München (1. Münchener Biennale)
- Globales Interesse Eine satirische Komödie – UA Bayerisches Staatsschauspiel 1972
- Oberösterreich Ein Stück in 3 Akten – UA Städt. Bühnen Heidelberg 1972
- Wunschkonzert Ein Theaterstück – UA Württembergisches Staatstheater Stuttgart 1973
- Maria Magdalena Komödie in 3 Akten frei nach Friedrich Hebbel – UA Städtische Bühnen Heidelberg 1973
- Geisterbahn Stück in 3 Akten – UA Ateliertheater am Naschmarkt Wien 1975
- Lieber Fritz Stück in 17 Bildern – UA Landestheater Darmstadt 1975
- Das Nest Volksstück in 3 Akten – UA Modernes Theater München 1975
- Weitere Aussichten Ein Stück für Therese Giehse – urspr. Fernsehspiel – UA Städtische Theater Karl-Marx-Stadt 1975
- Reise ins Glück urspr. Hörspiel – UA Theater am Neumarkt Zürich 1976
- Ein Mann ein Wörterbuch Eine Komödie in 3 Akten (Erste Neufassung von Männersache) – UA Ateliertheater am Naschmarkt Wien 1976
- Gassenkrampf Stück in 7 Zügen – UA Bayerisches Bühnenfest 1976
- Herzliche Grüsse aus Grado urspr. Hörspiel Inklusive – UA Düsseldorfer Schauspielhaus 1976
- Sterntaler Stück in 4 Akten – Musik Peter Zwetkoff – UA Staatstheater Braunschweig 1977
- Agnes Bernauer Ein bürgerliches Schauspiel in 5 Akten – UA Leipziger Theater 1977
- Mensch Meier Volksstück in 3 Akten – UA in Brasilien 1978
- Bilanz urspr. Hörspiel – UA Torturmtheater Sommerhausen 1980
- Die Wahl fürs Leben urspr. Hörspiel – UA Theater rechts der Isar München 1980
- Gute Besserung urspr. Hörspiel – UA Theater k München 1982
- Münchner Kindl Eine Ballade aus Bayern – UA Theater k im Schwabinger Bräu München 1983
- Heimat Ein Stück in 2 Akten – UA Freiburger Theater 1987
- Wer durchs Laub geht Ein Stück für zwei Personen (Zweite Neufassung von Männersache, urspr. Hörspiel) – UA Marburger Schauspiel 1981
- Jumbo-Track Ein Libretto – UA Landestheater Tübingen 1983
- Der stramme Max Volksstück in 4 Akten – UA Bühnen der Stadt Essen bei den Ruhrfestspielen Recklinghausen 1980
- Nicht Fisch nicht Fleisch Stück in 3 Akten – UA Düsseldorfer Schauspielhaus 1981
- Furcht und Hoffnung der BRD / in Deutschland Szenen aus dem deutschen Alltag des Jahres 1983/97 – UA Schauspielhaus Bochum & Düsseldorfer Schauspielhaus 1984
- Bauern sterben Dramatisches Fragment – UA Münchner Kammerspiele 1985
  - Neuinszenierung 2013 in den Münchner Kammerspielen. Regie: Armin Petras.[4]
- Der Weihnachtstod Ein bayerisches Requiem – UA Münchner Kammerspiele 1986
- Der Nusser Stück in 2 Akten nach Ernst Tollers HINKEMANN – UA Bayerisches Staatsschauspiel München 1986
- Der Soldat Schauspiel in 17 Szenen – UA Kreisjugendring München 1987
- Zeitweh Monolog – UA Theater die Färbe Singen 1988
- Oblomow oder der Freund der Leidenschaften Ein Stück nach Motiven aus dem Roman von Iwan A. Gontscharow – Neufassung – UA Bayerisches Staatsschauspiel im Prinzregententheater München 1989
- Bauerntheater Komödie – UA Schauspiel Köln 1991
- Kalte Bauern Volksstück in 25 Szenen – erste Bearbeitung von LIEBER FRITZ (nicht aufgeführt)
- Der Drang Volksstück in 3 Akten – zweite Bearbeitung von LIEBER FRITZ – UA Münchner Kammerspiele 1994
- Ich bin das Volk Volkstümliche Szenen aus dem neuen Deutschland – UA Wuppertaler Bühnen 1994
- Woyzeck Die Kroetz’sche Fassung – Bearbeitung des Stücks von Georg Büchner – Hamburger Schauspielhaus 1996
- Der Dichter als Schwein Eine Komödie – UA Düsseldorfer Schauspielhaus 1996
- Wilhelm Tell Regie des Stücks von Friedrich Schiller am Düsseldorfer Schauspielhaus 1997[5]
- Negerin Stück in einem Akt – bearbeitete und vervollständigte Fassung von „Oppermann“ (nicht aufgeführt)
- Der verkaufte Grossvater Volksstück – Bearbeitung des Stücks von Anton Hamik – Münchner Volkstheater 1998
- Die Eingeborene Stück für großes Kasperltheater – UA Burgtheater Wien im Akademietheater 1999
- Das Ende der Paarung Ein deutsches Trauerspiel – UA Berliner Ensemble 2000
- Haus Deutschland Eine Farce (nicht aufgeführt)
- Die Trauerwütigen Ein Stück (nicht aufgeführt)
- Nachtigal Eine Schmierenkomödie (nicht vollendet)
- Der Bauer als Millionär Ein Zaubermärchen – Bearbeitung des Stücks von Ferdinand Raimund – UA Bayerisches Staatsschauspiel 2002
- Einer gegen alle Hörspiel nach dem Roman von Oskar Maria Graf
- Du hast gewackelt Requiem für ein liebes Kind (auch: Made in Deutschland) – UA Cuvilliés-Theater München 2012
- Tänzerinnen und Drücker – UA Bayerisches Staatsschauspiel 2006

### Prosa / Lyrik
- Nicaragua-Tagebuch. Suhrkamp, Frankfurt am Main 1991.
- Brasilien-Peru-Aufzeichnungen. Suhrkamp, Frankfurt am Main 1991.
- Heimat Welt. Gedichte eines Lebendigen. Rotbuch Verlag, Hamburg 1996, ISBN 3-88022-496-X.
- Blut und Bier. 15 ungewaschene Stories. Rotbuch Verlag, Hamburg 2006, ISBN 3-434-53144-0.
- Der Mondscheinknecht. (1984) Rotbuch Verlag, Hamburg 2006, ISBN 3-434-54536-0.

### Tonträger
- Franz X. Kroetz liest Wunschkonzert von Franz. X. Kroetz (Intercord Litera 26 554-6 H), 1975
- Weitere Aussichten – Ein Stück für Therese Giehse (Deutsche Grammophon Literatur 2570 012), 1977

### Biografisches
- mit Marie Theres Relin: Szenen keiner Ehe, dtv Verlagsgesellschaft, München 2023, ISBN 978-3-423-28374-8.

### Als Darsteller
Fernsehen
- 1980: Tatort: Spiel mit Karten – Regie: Wolf Dietrich
- 1986: Kir Royal – Regie: Helmut Dietl (sechsteilige Fernsehserie)
- 1989: Der Leibwächter – Regie: Adolf Winkelmann (zweiteiliger Mafia-Film)
- 2002: Tatort: Wolf im Schafspelz – Regie: Filippos Tsitos
- 2002: Die Rosenheim-Cops: Der Tote am See – Regie: Wilhelm Engelhardt
- 2002: Andreas Hofer – Die Freiheit des Adlers – Regie: Xaver Schwarzenberger
- 2004: SOKO Kitzbühel: Todeslauf
- 2010: Polizeiruf 110: Die Lücke, die der Teufel lässt – Regie: Lars Montag
- 2011: Die Tote im Moorwald – Regie: Hans Horn
- 2014: Tatort: Am Ende des Flurs – Regie: Max Färberböck
- 2016: Das Geheimnis der Hebamme – Regie: Roland Suso Richter (ARD)
- 2017–2018: Über Land (Fernsehserie, ZDF)

Film
- 1981: Trokadero – Regie: Klaus Emmerich
- 1993: Madame Bäurin – Regie: Franz Xaver Bogner
- 2008: Die Geschichte vom Brandner Kaspar – Regie: Joseph Vilsmaier

## Hörspielbearbeitungen
- 1973: Oberösterreich. Mit Ruth Drexel und Walter Schmidinger. Regie: Ulrich Heising. BR/SR 1973.
- 1976: Das Nest. Mit Jörg Hube und Gisela Schneeberger. Regie: Thomas Thieringer. BR/RIAS 1976.